# Necrópole do Esquilino

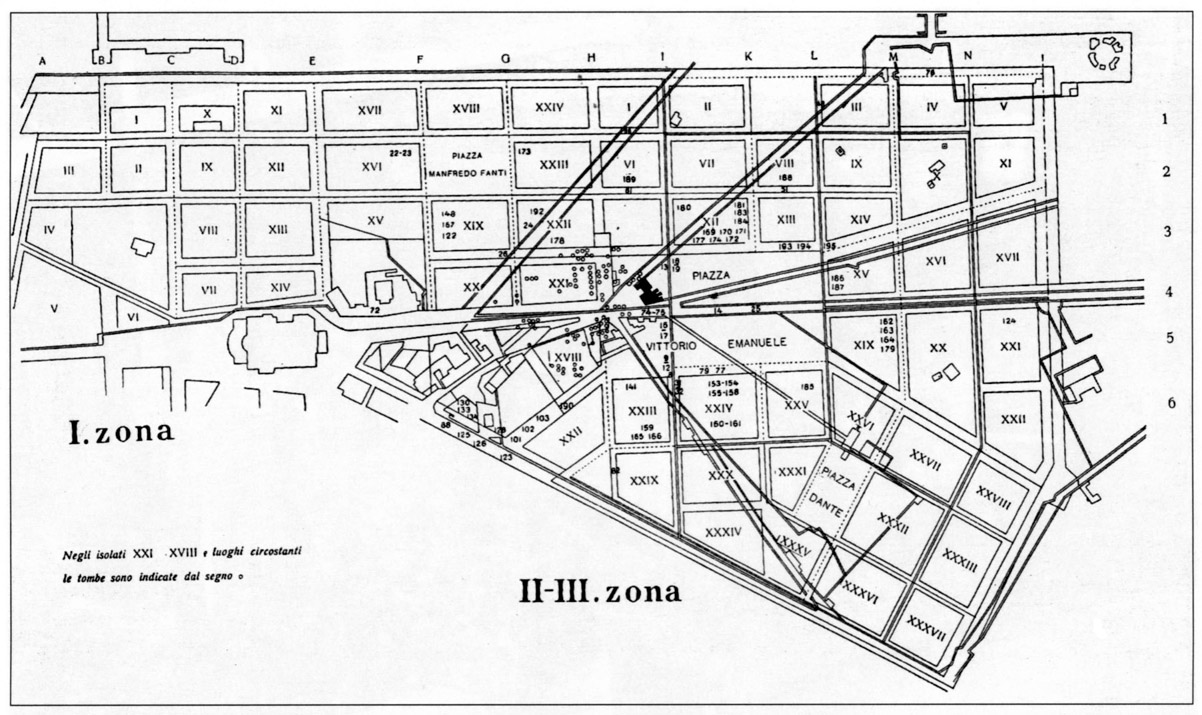
Mapa parcial da Necrópole do Esquilino em Giovanni Pinza (1914). A igreja à esquerda é a basílica de Santa Maria Maggiore. Em linha reta para a direita está a Piazza Vittorio Emanuele II. A fronteira sul na diagonal é a Via Merulana. Para o norte está a Estação Roma Termini atualmente.

Necrópole do Esquilino é a principal e mais importante necrópole proto-histórica de Roma. Ela ficava encostada na antiga Muralha Serviana e ocupava a região da Piazza San Martino ai Monti, o eixo da Via dello Statuto, a área da Piazza Vittorio Emanuele II (em particular nas imediações da igreja de Sant'Eusebio) e da Porta Esquilina (Arco di San Vito), no rione Esquilino de Roma.

## História
O início da utilização desta necrópole corresponde ao fechamento da Necrópole do Fórum, abandonada a partir da segunda metade do século VIII a.C. (com exceção do túmulo das crianças, atestado no fim do século VII a.C.) e revela a ampliação da cidade na direção do monte Vélia e do Fórum Romano.
Ela se caracteriza pela presença de sepulcros muito ricos e repletos de armas, típicos de uma classe aristocrática-guerreira nascida num modelo á atestado em outras zonas do litoral tirrênico, como na Etrúria e na Campânia.
Estão presentes sepulturas da fase IIB e, mais tipicamente, da fase III da Cultura Lacial, caracterizadas por achados com vasos de formato mais achatados (ao invés de globulares), com alças de furo duplo (bíforas), mais alongadas para cima e decoradas com nervuras em vez de grafito ou estampas.
A necrópole foi utilizada até a segunda metade do século I a.C. e acabou com o loteamento do local entre 42 e 38 a.C., que provavelmente incluiu um colossal aterramento, realizado por Caio Cílnio Mecenas (68 - 8 a.C.), amigo e conselheiro de Augusto (r. 27 a.C. - 14 d.C.), que ali construiu uma villa suburbana (Jardins de Mecenas).

### Descoberta, estudos e fases cronológicas dos túmulos
A descoberta do cemitério, o maior já descoberto em Roma, está ligada ao furor urbanístico indiscriminado pelo qual passou a cidade nos anos imediatamente seguintes a 1870 e à proclamação de Roma como capital do Reino da Itália. As obras necessárias para a criação da rede viária do novo rione Esquilino levaram à descoberta de inúmeras sepulturas proto-históricas que pareciam se concentrar principalmente ao longo da dorsal do traçado da Via Giovanni Lanza e na área da atual Piazza Vittorio Emanuele II.
A data de início e término das escavações não são conhecidas e toda espécie de incertezas existe sobre as informações existentes sobre as descobertas. A individualização dos túmulos e a recuperação dos conjuntos específicos de cada uma delas foram, inicialmente, feitos com certo cuidado por parte dos inspetores encarregados da Comissione Archeologica Comunale. Depois, boa parte destas coleções não inventariadas que passavam de mão em mão nos armazéns da Comissione foi extraviada e, em parte, misturada e embaralhada durante o transporte para o Antiquário Comunal do Célio (Horto Botânico de Roma), a ponto de não se saber, para os túmulos descobertos antes de 1884, sequer a exata proveniência.
A partir de 4 de maio de 1882 as ações passaram a ser realizadas com um rigor maior graças ao apoio de Michele Stefano de Rossi e de seus colaboradores, que inventariaram todas as coleções antes de elas serem enviadas para o armazenamento. Apesar disto, as pequenas cartelas utilizadas para o inventário e colocadas entre os objetos acabaram, com exceção de quatro ou cinco casos, ilegíveis e os relatórios de escavação dos inspetores sobre as escavações onde elas foram recuperadas não ajudam em nada.
Atualmente é, portanto, impossível realizar uma exata reconstrução das coleções. Acrescente a isso também que, do cemitério Esquilino, nem mesmo uma planta restou com o exato posicionamento topográfico dos sepultamentos encontrados mesmo depois de 1882, com exceção do que foi compilado na "Forma Urbis Romae" de Rodolfo Lanciani e nas plantas reconstruídas a posteriori por Giovanni Pinza. Os limites topográficos da necrópole não são muito claros: as investigações não foram realizadas de forma sistemática com o objetivo de encontrar os limites do cemitério e sim por acaso conforme avançavam as obras do novo bairro. É certo que apenas uma pequena parte da necrópole foi explorada.
Os túmulos, ausentes nos terrenos vizinhos ao Palazzo Brancaccio, na Via Merulana (sul-sudoeste), começaram a aparecer na direção nor-nordeste, se tornaram numerosos perto da Via dello Statuto (e da igreja de San Martino ai Monti) e da Via Lanza. Muitos também foram descobertos na região da Piazza Vittorio Emanuele II, perto das igrejas de Sant'Eusebio e San Giuliano all'Esquilino, entre a Via Napoleone III, Via Carlo Alberto e Via dello Statuto; uns poucos foram descobertos no vale da Via Labicana.
Algumas escavações foram realizadas em 1931 sob a direção de Antonio Maria Colini perto da Piazza Vittorio Emanuele II e da Via dello Statuto. Infelizmente, os escassos relatos de Colini não incluem documentação adequada associada à seção estratigráfica das escavações. Contudo, este e outros estudos confirmaram a ampla extensão cronológica do cemitério, cuja utilização termina com a intervenção de Mecenas, que transformou a região numa zona habitável conhecida como Campus esquilinus e criou ali a sua própria villa suburbana, evento celebrado pelo poeta Horácio com a expressão "nunc licet Exquilis habitare salubris" ("já se pode viver no Esquilino, agora salubre").
Os túmulos mais antigos descobertos na Necrópole do Esquilino (fase IIB e III da Cultura Lacial) eram do tipo fosso recoberto com lascas irregulares de cappellaccio, em alguns casos organizadas como pseudo-coberturas; nelas eram colocadas o defunto e uma coleção de itens incluindo armas no caso dos homens, fíbulas, pingentes de bronze, colares de pasta de vidro e âmbar nos femininos. Os túmulos da fase IIB são do sepulcros inumatórios e as coleções de itens contam com vasilhames de outras formas e fíbulas com arco engrossado; em geral, tais sepulcros revelam uma notável influência na região do Lácio da Cultura dos túmulos de fosso (em alemão:  Fossakultur), com evidências em particular à área de Cumas.
A fase seguinte — fase III do ferro lacial (segunda metade do século VIII a.C.) — revela, por outro lado, uma intensa importação da Cultura vilanoviana e da Magna Grécia. Em particular, o influxo vilanoviano é caracterizado pela descoberta de novos tipos de fíbula (com um arco sinuoso e do tipo sanguessuga), além da presença de bronzes esculpidos, apesar de não ser possível distinguir as imitações locais das importações de fato.

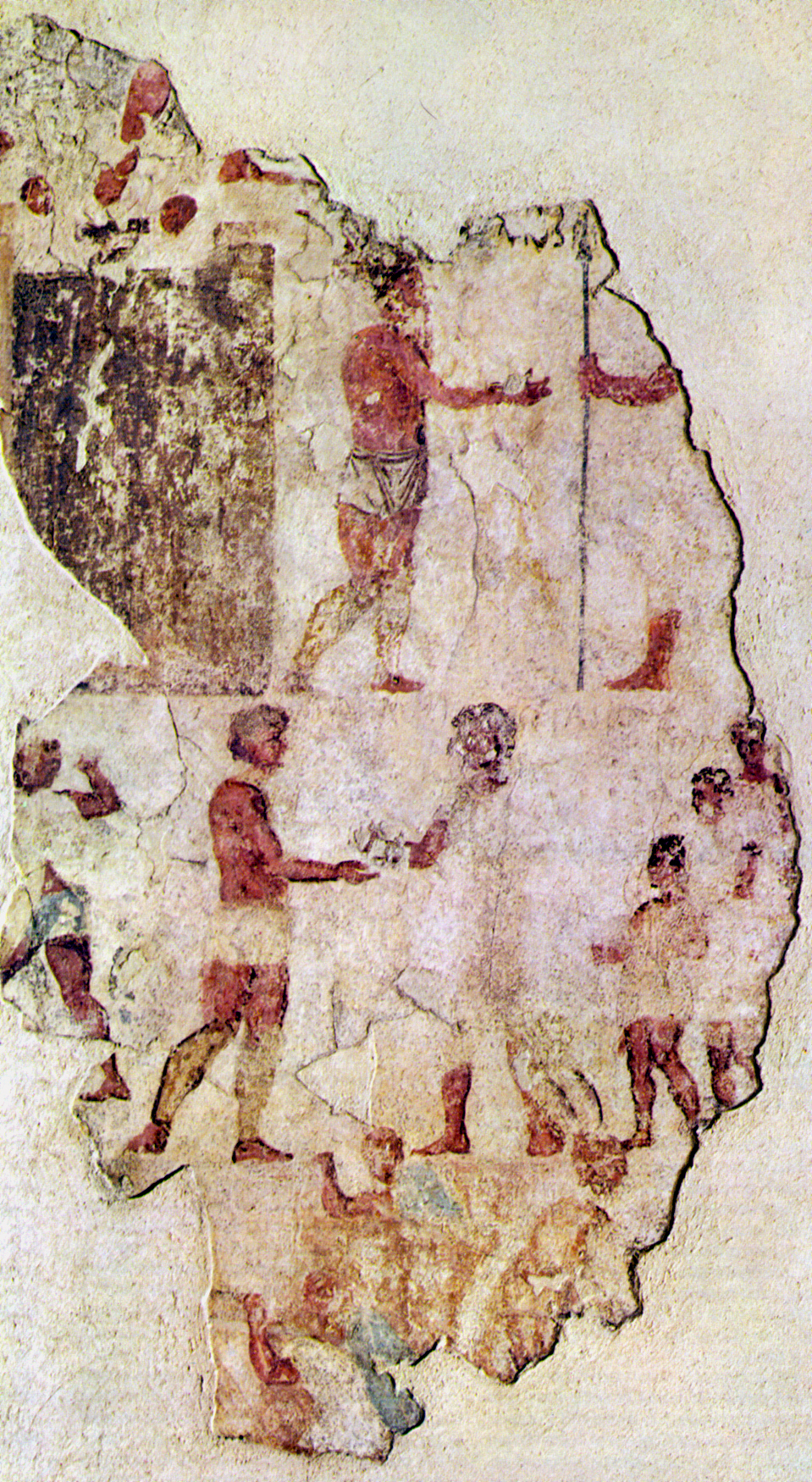
O famoso afresco do "Túmulo dos Fábios".

Por influência cultural da Magna Grécia, no sul da Itália, são os primeiros vasos de argila e que revelam, apesar de apresentarem formas típicas do Lácio, decorações que remetem à área de influência comercial eubeia-cicládica. A presença de armas nas coleções funerárias deste período (além de escudos e elmos, foram atestados também carroças) provavelmente indicam a tendência a uma certa diferenciação social devida às transformações econômicas ocorridas na passagem de uma economia puramente pastoral para uma outra mais articulada e dinâmica do tipo agrícola-pastoral-mercantil.
O período IV da Cultura Lacial, que abrange todo o século VII e as primeiras décadas do século VI a.C., é caracterizado pelas sepulturas com nicho, pelos primeiros sepulcros com câmara hipogeia e pela influência da cultura orientalizante. Este período, porém, é atestado na Necrópole do Esquilino por poucos sepultamentos, geralmente incompletos e de associação cultural duvidosa. Contudo, o panorama cultural deste período é, para além da Necrópole Esquilina, bem conhecido por causa de outros centros da mesma época na Etrúria e no Lácio; o período orientalizante antigo e médio abarcam as sete primeiras décadas do século VII (700-630 a.C.) e é caracterizado pela aparição e difusão da cerâmica do período protocoríntio antigo, médio, tardio e das suas imitações, além da primeira descoberta de vasos de búcaro, talvez somente em parte importada da Etrúria. Notável do ponto de vista sócio-econômico é a presença, ainda que limitada a umas poucas descobertas, de vasos gregos importados dos períodos protocoríntio médio e tardio. Estas evidências são importantes para a determinação do nível cultural de Roma neste período ("orientalizante médio") e da importância do vau do Tibre para as trocas comerciais entre a Etrúria e as colônias da Magna Grécia. Eles sublinham o papel de Roma neste período como ponto de convergência ótimo por causa de sua posição de passagem obrigatório (por causa do vau), considerando que as mercadorias se espalhavam tanto pela navegação de cabotagem no próprio rio como pelas rotas de ligação interna (Roma estava em um ponto estratégico em ambos os casos).
No período orientalizante próximo (fim do século VII e início do século VI a.C.), que coincide com a afirmação definitiva da cidade como um centro urbano, as evidências revelam a massiva difusão da cerâmica de búcaro, que substituiu quase completamente, com exceção de algumas formas mais rudes, a produção da cerâmica mista. Neste período, Roma apresenta um panorama cultural bem parecido com o dos grandes centros etruscos contemporâneos, como Veios e Acquarossa. As evidências arqueológicas da transição do período arcaico (século VI - século V a.C.) e "monumental" não aparecem na Necrópole do Esquilino (e nem na Necrópole do Fórum Romano, já abandonada havia muito tempo),
mas sim num contexto mais urbano, dentro das áreas usadas para o culto (como a Área sagrada de Sant'Omobono no Fórum Boário) ou residenciais. Contudo, o longuíssimo período de utilização da Necrópole continuou, atravessando todo o período da média república e chegando até a primeira metade do reinado do imperador Augusto.
Estudaram a necrópole arcaica e médio-republicana principalmente Rodolfo Lanciani, Giovanni Pinza, Heinrich Dressel e Lucio Mariani.

## Principais túmulos

### Túmulo 99
Descoberta em 1882 em um fosso revestido por blocos de tufo perto da piazza Vittorio Emanuele II, é um caso exemplar da fase III da Cultura Lacial. O sepultamento é composto por treze peças de cerâmica e metálicas. Notável é também a presença de um fuso e de uma espada, o primeiro descoberto num túmulo feminino e a segunda, num masculino. Os objetos, em particular as taças de colo cilíndrico e cabo com crista, os vasos com decoração sulcada e o fuso de bronze, permitem datar o túmulo na fase mais tardia do III período, mais precisamente no último quarto do século VIII a.C.. Todos os objetos estão preservados no Antiquário Forense.

### Tomba 193
Este túmulo, descoberto em 1888, continha uma grande urna em peperino com tampa no formato de um telhado com mísulas de canto imitando uma casa de madeira no exterior; no interior havia uma urna de mármore muito mais preciosa também com cobertura no formato de um teto com duas águas com acrotérios nos cantos e no centro. Esta última conserva ainda hoje traços da decoração multicolorida na moldura (kymation) jônica (ovos e dardos esculpidos e pintados em vermelho e azul) e ad appliques posicionados na borda do teto e no tímpano, como revela a presença de pequenos furos.
A urna de mármore grego apresenta semelhanças com exemplares recuperados em Spina, na região etrusca, o que permite datá-la, por analogia, no final do século VI a.C..
Não havia nenhum outro objeto no túmulo, um fato amplamente atestado nas sepulturas do período arcaico (século VI - V a.C.) em necrópoles por todo o Latium vetus (Ficana, Castel di Decima, Crustumério), o que revela um costume funerário propriamente dito provavelmente sancionado por uma lex sumptuaria que impôs fortes restrições à inclusão de objetos preciosos em sepultamentos. Neste caso, porém, a norma foi contornada pela inclusão de uma urna dentro da outra, o que permitiu que que a urna com as cinzas, em mármore precioso, ficasse contida numa outra de material facilmente encontrado por todo o Lácio.
Todos os objetos estão hoje no Museu Nacional Romano na Centrale Montemartini.

### Sepulcro Arieti
O túmulo Arieti, assim chamado por causa do nome do descobridor, foi encontrado a cerca de 35 metros do túmulo dos Fábios (em latim: Fabii). Na época, apresentava uma decoração interna em afrescos com cenas de batalhas com personagens em nudez heroica. Na época da descoberta, foi pintada uma aquarela dos afrescos na qual são visíveis alguns lictores numa quadriga. A toga vermelha dos lictores é a sagum, utilizada na guerra. O fato de as fasces do lictores estarem apontados para levou os estudiosos a proporem tratar-se de uma procissão triunfal ao invés de uma procissão funerária, na qual as fasces estariam voltadas para baixo.
A datação é bastante controversa, variando entre os séculos III e I a.C.. Já foi proposta uma atribuição a Aulo Atílio Calatino, cônsul em 258 a.C., pela proximidade do túmulo dos Fábios, tradicionalmente atribuído a Quinto Fábio Máximo Ruliano, de quem Calatino era sobrinho.

### Túmulo dos Fábios ou dos Faunos
Da Necrópole do Esquilino provém um fragmento de afresco (atualmente na Centrale Montemartini) do período entre 300 e 280 a.C. que é um dos testemunhos mais antigos da pintura histórica romana. Este fragmento tem um fundo branco subdividido em faixas sobrepostas: se conservam porções mais ou menos importantes de quatro delas. A faixa superior apresenta apenas poucos traços das pernas de um personagem, de proporções maiores que das demais figuras nas faixas seguintes. Na segunda faixa se percebe à esquerda os muros de uma cidade, depois duas pessoas em pé, uma na frente da outra; o primeiro de traços samnita, elmo e escudo e o segundo, uma pessoa togada com uma lança, com restos de uma inscrição e um nome. Provavelmente um fecial.
A terceira faixa mostra partes de três cenas: a primeira é um combate, do qual se vê apenas um personagem; a segunda apresenta dois personagens similares ao do registro superior, que parecem se encontrar na presença, à direita, de outros três personagens que vestem uma túnica; duas inscrições, interpretadas como "[..]anio(s) St(ai) f(ilios) e Q. Fabio(s)", provavelmente são os nomes dos dois personagens principais da cena. A quarta e última faixa mostra um duelo entre um samnita e um romano.
A leitura desta cena é controversa. A interpretação mais aceita é que são três cenas da Segunda Guerra Samnita, em particular por causa do nome de Quinto Fábio Máximo Ruliano, um dos grandes generais nesta guerra. As cenas representariam batalhas e momentos de trégua.
As pinturas podem ser uma reprodução das que adornavam o Templo de Salus, pintadas, segundo as fontes literárias, por Caio Fábio Pictor depois da guerra em 304 a.C.. Talvez a intenção desta pintura fosse glorificar a gente Fábia. Do ponto de vista estilístico, as pinturas são atribuíveis a uma predileção narrativa tipicamente itálica (com traços em Pesto e Vulcos), com composições em vários registros, proporções hierárquicas, atenção aos detalhes individuais e das situações narradas, e a busca por contrastes cromáticos. A técnica é ainda similar à do repertório grego, sobretudo nas partes menores.